# Sathonay-Camp
Sathonay-Camp är en kommun i departementet Rhône i regionen Auvergne-Rhône-Alpes i östra Frankrike. Kommunen ligger i kantonen Rillieux-la-Pape som tillhör arrondissementet Lyon. År 2022 hade Sathonay-Camp 7 039 invånare.

## Befolkningsutveckling
Antalet invånare i kommunen Sathonay-Camp
| Referens: INSEE |